# Léo Bahia
Leonardo Matos de Oliveira, mais conhecido como Léo Bahia (Santo Antônio de Barcelona, 7 de janeiro de 1986), é um futebolista brasileiro que atua como zagueiro. Atualmente, defende o Marília.

## Carreira
Revelado pelo São Caetano, passou por diversos times de Portugal, atualmente foi contratado pelo Santa Cruz do Recife.

## Títulos
Santa Cruz
- Campeonato Brasileiro - Série C: 2013